# Bugar
Bugar ist eine Ortschaft in der Gemeinde Bihać im Nordwesten von Bosnien und Herzegowina. Seit dem Bosnienkrieg liegt sie in der Föderation Bosnien und Herzegowina. In der Gemarkung des Ortes befindet sich der westlichste Punkt von Bosnien und Herzegowina.

## Bevölkerung
Zur Volkszählung 1991 hatte Bugar 186 Einwohner. Davon bezeichneten sich 104 (55,9 %) als Serben, 71 (38,2 %) als Bosniaken und 10 (5,4 %) als Kroaten.